# Ґамбемарк
Ґамбемарк (швед. Gambämark) — мюзикл авторства та за участі фінсько-шведського комедійного гурту KAJ. У мюзиклі йде мова про вигадане фінське село Гамбемарк, що знаходиться в Остроботнії, мешканці якого проголошують незалежність від решти Фінляндії та створюють власну республікою під гаслом «Раніше було краще» (остроботн. діал. «E va betär förr»), і про те, як Йосуа Биман, син лідера республіки Курта, вирішує повстати проти свого батька.
Прем'єра мюзиклу відбулася 2018 року у Wasa Teater у місті Вааса, де вистава була в репертуарі до 2019 року і стала третьою за популярністю постановкою в історії театру після Colorado Avenue і Sound of Music.
Другий мюзикл комедійного гурту KAJ у Wasa Teater — Botnia Paradise, став найуспішнішим за історію театру, встановивши рекорд у 27 472 відвідувачів.

## Сюжет

### Перший акт
Мюзикл розпочинається з репортажу про те, як у 2018 році остроботнійське село Ґамбемарк проголошує незалежність від Фінляндії і створює власну суверенну державу під гаслом «Раніше було краще». Новостворена республіка отримує визнання росії, Північної Кореї та Асоціації культурної спадщини Максмо. Навколо села зводиться стіна, і нікому не дозволяється в'їжджати або виїжджати.
П'ятнадцять років потому Ґамбемарк перетворився на старосвітське аграрне суспільство, що значною мірою ґрунтується на праці на «суботниках» («talko»), де нормою стали публічні танці під народну музику, а раціон людей складається переважно з м'яса та картоплі (див. «Hitton Litton»). Сільський голова, Курт Биман, щодня отримує звіти про роботу селян (див. «För Gambämark») і встановлює для них різні правила, як-от заборона збирати ягоди у будь-який інший час, окрім визначеного, та обов'язкове щеплення («För hejlt bakom flöjti e vi itt» («Бо ми все ж не повністю відбиті»)). Йосуа, син Курта, має сумніви щодо планової економіки та ультраконсервативного суспільного устрою, що були впроваджені його батьком, і задається питанням, коли саме було те «минуле», яке вони згадують, говорячи, що «в минулому було краще», адже врешті-решт теперішнє також стане частиною минулого. Йосуа мріє покинути село, щоб відкрити для себе зовнішній світ (див. «Dehär e min by»), і зрештою зустрічає Мешіс-Гуннара, дивного, але доброго чоловіка, який пропонує йому печиво, яке він «виграв у лотереї життя» ще до зведення стіни, і обіцяє навчити Йосуа життя.
Ізоляція Ґамбемарку від решти світу призвела до того, що популяція лосів різко скоротилася, адже мешканці села продовжують полювати на лося цілорічно, а стіни села перешкоджають лосям з решти Фінляндії мігрувати до республіки. Це призвело до того, що в селі залишилася лише одна лосиця, Ґунілла, тож місцевим охоронцям Класу і Кеннету доручено захищати її і доглядати за нею для збереження залишків популяції (див. «Gunilla»). Сюжетний злам виникає, коли Клас і Кеннет знаходять на землі обгортку від печива (яку викинув Йосуа, зрозумівши, що воно прострочене). Окрім того, що це заборонений предмет із зовнішнього світу, він міг би спричинити смерть священної Ґунілли, якби вона з'їла пластикову обгортку. Тим часом Мешіс-Ґуннар пояснює Йосуа свою життєву філософію, заохочуючи його робити те, що він хоче, а не те, що наказують суспільні норми, і каже йому, що немає нічого соромного в тому, щоб бути дивним (див. «Mäskis-Gunnar»). Йосуа радий, що познайомився з Мешіс-Ґуннаром, який планує навчити його гнати самогон і зварювати, а також разом з ним змайструвати заборонену машину для збору ягід (див. «Jag har en vän»). Проте Курт, не відаючи про їх знайомство, заарештовує Мешіс-Ґуннара і виганяє його з села за те, що той приніс печиво ззовні і викинутою обгорткою посмів поставити під загрозу життя Ґунілли (див. «Ut ur byggden»).
Йосуа спустошений, коли дізнається, що Мешіс-Ґуннара вигнали з села, і вважає, що це його провина, адже саме він кинув обгортку на землю. Йосуа розповідає Курту, що Мешіс-Ґуннар був його другом, але замість співчуття і визнання власної провини, Курт сварить і бере на кпини сина. Курт називає його «слабким» («klein»), що для нього є найбільшим приниженням, і обіцяє змусити його долучитися до полювання на лося, щоб «зробити з нього справжнього чоловіка». Інші мешканці села вирішують підбадьорити Йосуа словами, кажучи йому зберігати позити, навіть коли весь світ котиться до пекла (див. «E jöutas ti lev»), але це лише заганяє Йосуа далі у депресію. Його знаходить Беріт, керівник місцевого об'єднання рукоділля, і приводить його на зустріч з іншими рукодільницями. Там він висловлює своє розчарування авторитарним правлінням та консерватизмом батька, а Беріт розповідає, що об'єднання насправді є військовим підпіллям, яке планує скинути Курта і захопити владу в Ґамбемарку, і Йосуа з радістю приєднується до них (див. «Juntton»). У цій пісні присутня гра слів, адже juntton - це одночасно і «гурток» рукоділля, і хунта.

### Другий акт
Йосуа використовує машину для збору ягід Мешіс-Ґуннара, щоб зібрати всю чорницю та брусницю Гамбемарку, розподіляючи їх між мешканцями села більш справедливо, ніж це робить батько (див. «Bäriking»), і разом з рукодільницями починає налаштовувати мешканців села проти Курта. Однак незабаром Йосуа розчаровується в решті підпілля - в той час як Йосуа хоче вжити прямих заходів проти Курта, атакувавши морозильну камеру, де Курт зберігає всі ягоди, жінки хочуть вдаватися до більш пасивних методи, які Йосуа вважає смішними і недостатніми (див. «Tä va he tå»). За допомогою рації, яку Курт залишив під час розмови з Беріт, вони підслуховують розмову Курта з Класом і Кеннетом, і вирішують вжити заходів, перемістивши брилу солі, призначений для Ґунілли, до лісу, де Клас і Кеннет стоять на варті. Йосуа спочатку виступає проти, вкотре вважаючи це дріб'язковим і недостатнім, але зрештою, їх дії приносять свої плоди: Після того, як Клас і Кеннет зізнаються одне одному в коханні й танцюють запальне танго (див. «Tå vi e på pass») під час чергування. Ґунілла, блукаючи лісом у пошуках соляної лакоминки, натрапляє на пару. Коли вона нарешті дістається до своєї цілі, Клас випадково розряджає свою рушницю, і куля влучає в Ґуніллу, вбиваючи її на місці.
Після смерті Ґунілли Курт зриває свою злість на Класі і Кеннеті. Зрештою він розуміє, що оскільки соляну брилу було переміщено на місце, де перебували Клас і Кеннет, хтось мав підслуховувати їхні розмови. Він влаштовує засідку, нібито даючи Класу і Кеннету наказ залишити центральну морозильну камеру без охорони, мовляв йому потрібно, щоб вони пішли на важливу місію, яка може затягнутися на всю ніч. Йосуа, розчарований бездіяльністю «хунти», вирішує самостійно влаштувати диверсію. Беріт здогадується, що це пастка, і дізнавшись про наміри Йосуа, вирушає на його пошуки, щоб попередити. Коли вона наздоганяє його біля морозильної камери, вони в двох потрапляють у засідку Курта, Класа і Кеннета. Представники влади заарештовують Беріт, проте Йосуа вдається втекти.
Курт присуджує, що Беріт мають вигнати із села, а поки що змушує її сортувати ягоди. Після цього випадку Курт ще міцніше тримає мешканців села в шорах, вирішивши перетворити працю селян на суботниках на рабську, заради власного збагачення (див. «Talkokraft»). Курт також забороняє Класу і Кеннету разом чергувати, через що Клас починає сумніватися в Курті і намагається переконати Кеннета припинити виконувати його накази, щоб вони могли бути разом. Кеннет спочатку вагається, але врешті-решт вирішує, що його любов до Класа сильніша за страх перед гнівом Курта, і вирішує пристати до нього.
Коли настає час вигнання Беріт з села, виявляється, що Йосуа підмінив книгу законів («Gålabåokin«) Курта своїм щоденником, і з'являється на сцені подій разом зі справжньою книгою. Він виступає проти батька, доводячи всім присутнім, що Курт своїми тиранічними діями та егоїзмом порушив найголовніші закони села, і що «[Йосуа] міг би читати закони села цілий день, і [Курт] був би визнаний винним у порушенні кожного з них». Йосуа використовує це як аргумент, щоб скинути свого батька і захопити владу над Ґамбермарком. Він наказує Класу і Кеннету заарештувати Курта і змусити його сортувати ягоди. Це спонукає Курта до роздумів над своєю поведінкою і нарешті усвідомити, що він був жахливим лідером і «засранцем» (див. «Ässol»). Коли Клас і Кеннет збираються забрати Курта, Беріт втручається і каже Йосуа, що якщо він так вчинить з Куртом, то він поведеться так само, як той ставився до інших мешканців села, і що настав час змін. Такою дією Йосуа лише зміцнить корумповану систему і продовжить цикл гноблення.
Йосуа погоджується і вирішує пробачити батька. Зрештою він виголошує промову, в якій говорить, що жителі села не повинні боятися невідомого, що немає нічого соромного в тому, щоб бути «дивним», і що кожен повинен наважитися бути трохи дивакуватим. Він вирішує, що настав час знести стіни Гамбемарку і визнає, що в одному Курт був правий: «У минулому все було краще - до того, як ми почали думати, що в минулому все було краще».
Закінчивши свою промову, Йосуа вирішує провести референдум і дозволити жителям Ґамбемарку проголосувати, чи варто їм зносити мури, але його перериває на півслові Мешіс-Ґуннар, який бензопилою виламує сільську браму. Мешіс-Ґуннар пояснює, що за час свого вигнання він об'їздив увесь світ і зрозумів, що всі навколо такі ж дивакуваті, як і він, і пропонує селянам «стулити пельку і танцювати бугі-вугі» (див. «Hald käftan (no dansar vi)»). Мюзикл закінчується тим, що мешканці села погоджуються на пропозицію Мешіс-Ґуннара, радісно танцюють разом, приймаючи відмінності одне одного і маніфестуючи прагнення перестати боятися невідомого.

## У ролях
- Йонас Бергквіст — Клас Далаґубб, Марґіта Далаґубб, один з селян, один з селян-невільників.
- Кевін Гольмстрем — Кеннет, Мешіс-Ґуннар, один з селян, юна дівчина, один з селян-невільників.
- Сюзанне Марінс — Беріт Бакґулл, таксидермований диско-звір, одна з селянок-невільниць.
- Якоб Норргорд — Йосуа Биман, один з селян, Ґунілла.
- Аксель Оман — Курт Биман, один з селян, Самара, таксидермований диско-звір.[3]